# Mount Bailey (Antarktika)
Mount Bailey ist ein 1445 m hoher Berg im Osten des Palmerlands auf der Antarktischen Halbinsel. Er ragt südlich des Anthony-Gletschers und 10 km westnordwestlich des Lewis Point auf.
Teilnehmer einer Schlittenmannschaft bei der British Graham Land Expedition (1934–1937) unter der Leitung des australischen Polarforschers John Rymill nahmen eine erste Kartierung vor. Eine erneute Kartierung erfolgte 1947 durch Schlittenmannschaften der US-amerikanischen Ronne Antarctic Research Expedition (1947–1948) und des Falkland Islands Dependencies Survey. Expeditionsleiter Finn Ronne benannte den Berg nach Clay Wilson Bailey (1906–1994), Mitglied der zweiten Antarktisexpedition (1933–1935) des US-amerikanischen Polarforschers Richard Evelyn Byrd und der United States Antarctic Service Expedition (1939–1941), der Ronne bei der Ausstattung mit Funkgeräten behilflich war.